# 陈明致
陈明致（1929年11月28日—2008年10月10日）中国水利工程专家。

## 生平
1929年出生于福建福州，1950年获交通大学学士学位。1995年当选为中国工程院院士。